# Aérobic

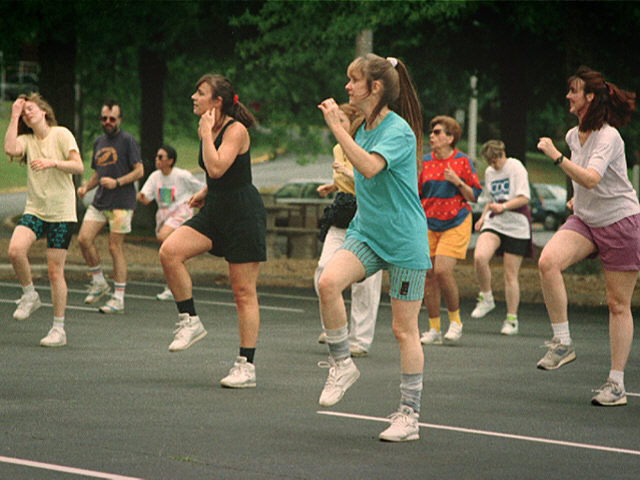
Cours d’aérobic.

Cet article possède un paronyme, voir Aérobie.
Pour la forme compétitive de l'aérobic, voir Gymnastique aérobic.
L'aérobic est une gymnastique dansante qui stimule l'activité cardiovasculaire et oxygène le corps par des mouvements rapides exécutés sur une musique à rythme soutenu. Cette discipline sportive a été inventée par le médecin américain Kenneth H. Cooper (en),. Le terme fait son apparition à la fin des années 1960 aux États-Unis et une décennie plus tard en France.

## Terme
Selon la définition donnée en 1981 par le Petit Robert, l'aérobic, nom féminin, est une « gymnastique qui modèle le corps et oxygène les tissus par des mouvements rapides effectués en musique ». Le terme aérobic est un anglicisme que l'on peut remplacer par « gymnastique rythmique », « gym tonique », « aérobique » ou « danse aérobique ».

## Apparition
Le terme aérobic (de l'anglais aerobics) fait son apparition en France en 1979 et se médiatise à partir de 1980 grâce à l'émission télévisée Gym Tonic animée par Véronique et Davina.
Les cours d'aérobic apparaissent aussi dès le début des années 1980, diffusant ses mouvements de culture physique en rythme et en coordination sur des musiques endiablées. 
Reebok inventa la Reebok Freestyle, qui devint rapidement la chaussure de référence pour ce sport.

## Bienfaits et dangers
Les bienfaits sont d'ordre musculaire, articulaire, cardiaque, pulmonaire, circulatoire et psychologique (plaisir de l'expression corporelle). Ces disciplines permettent d'acquérir une bonne condition physique et une meilleure connaissance de son corps. L’entraînement de musculation fréquent et peu intensif développe forme et tonus. Particulièrement efficace pour les jambes et le bas du corps, l’aérobic renforce le buste et assouplit tout le corps. Mais, l'objectif premier des cours d'aérobic est de développer l'endurance cardiovasculaire (VO2 max) et de renforcer en parallèle la musculature. 
Les principales pathologies qui peuvent apparaître sont d'ordre locomoteur :
- musculaires : contusions, hématomes, claquages, déchirures, ruptures ;
- articulaires : entorses de cheville, de genou, du poignet, luxations de l'épaule et du coude ;
- tendineuses : tendinites, ténosynovites, bursites, rupture tendineuse ;
- osseuses : périostites, fractures de fatigue, fractures complètes ;
- rachidiennes : cervicalgies, dorsalgies, lombalgies, sciatiques.

## Compétitions
Il existe deux formats de compétition d'aérobic :
- la gymnastique aérobique (développée par la Fédération internationale de gymnastique) ;
- l'aérobic artistique (développée d'abord par la Fédération française de fitness en 1991, puis reprise par la Fédération internationales des sports d'aérobic et de fitness).

## Parodie
La chanson L'Apérobic était une parodie de l'aérobic, faite par Les Charlots, avec notamment Gérard Rinaldi.

## Films
On en parle beaucoup dans la première moitié de la décennie 1980 dans les films Flashdance (1983) , Heavenly Bodies (1984) et Perfect (1985).

## Série télévisée
La jeune Punky Brewster s'y essaye directement comme professeure avec ses amies dans l'épisode 19 de la saison 1et indirectement lors d'un entraînement pour le spectacle de l'école sous forme d'exercice dans l'épisode 5 de la saison 2 cette même année 1985.

La discipline sert aussi d'arène de la série (dramédie) américaine Physical avec l'actrice Rose Byrne dans le rôle principal.